# Hanchuan (ort i Kina)
Hanchuan är en ort i Kina. Den ligger i provinsen Hubei, i den centrala delen av landet, omkring 50 kilometer väster om provinshuvudstaden Wuhan. Antalet invånare är 87 737.
Runt Hanchuan är det mycket tätbefolkat, med 1 095 invånare per kvadratkilometer. Närmaste större samhälle är Xiannüshan, 6,0 km öster om Hanchuan. Trakten runt Hanchuan består till största delen av jordbruksmark.
Genomsnittlig årsnederbörd är 1 441 millimeter. Den regnigaste månaden är juli, med i genomsnitt 203 mm nederbörd, och den torraste är december, med 19 mm nederbörd.